# 由布惟克
由布 惟克（ゆふ これかつ）は、戦国時代の武将。大友氏、戸次氏の家臣。由布院山城主家由布氏当主。同姓別家の由布惟信の義父・由布下総守惟克や、『将士軍談』で登場する由布外記惟克との関係は不明。豊後藤北において家中第一の大老とされる。
『将士軍談』において由布加賀守とされる。『将士軍談』では大神惟基24代、由布氏12代の孫で代々豊後国速見郡由布院山馬嶽城主であったとしている。
惟克または子・家続の代で戸次氏に属すると『将士軍談』にある。